# Watermelon Man
 (février 2023).
Si vous disposez d'ouvrages ou d'articles de référence ou si vous connaissez des sites web de qualité traitant du thème abordé ici, merci de compléter l'article en donnant les références utiles à sa vérifiabilité et en les liant à la section « Notes et références ».
Pour l’article homonyme, voir Watermelon Man (film).
Watermelon Man est un standard de jazz composé par Herbie Hancock, issu de son premier album Takin' Off en 1962. Herbie Hancock a lui-même repris le morceau et en a proposé une version funk sur son album Head Hunters en 1973. Ce qui fait la particularité de cette version est l'instrument dont s'est servi le percussionniste Bill Summers, de simples bouteilles de bières dans lesquelles il souffle pour en obtenir un son s'apparentant à celui de la flûte.
C'est un véritable « tube » musical, qui est entré dans le Top 100 des pop charts. Le riff de clavinet, la mélodie et la structure basée sur le blues l'ont rendu très adaptable à d'autres styles de musiques. Il en existe même une version disco sortie en 1979.

## Takin'Off
Hancock a écrit le morceau pour aider à vendre son premier album en tant que leader, Takin 'Off (1962), sur Blue Note Records; c'était le premier morceau de musique qu'il ait jamais composé dans un but commercial. La popularité de la pièce, due principalement à Mongo Santamaría, a payé les factures de Hancock pendant cinq ou six ans. Hancock ne sentait cependant pas que la composition était vraiment populaire, décrivant que structurellement, c'était l'une de ses pièces les plus fortes en raison de son équilibre presque mathématique.
La forme est un seize bars blues. Rappelant la pièce, Hancock a déclaré : « Je me souviens du cri du vendeur de pastèques qui faisait sa tournée dans les rues et les ruelles de Chicago. Les roues de son chariot battaient le rythme sur les pavés ». L'air, basé sur un riff de piano bluesy, puisé dans des éléments de R&B, de soul jazz et de bebop, tous combinés en un crochet pop. Hancock a rejoint le bassiste Butch Warren et le batteur Billy Higgins dans la section rythmique, avec Freddie Hubbard à la trompette et Dexter Gordon au saxophone ténor. L'œuvre chordale de Hancock s'inspire de la tradition de l'Évangile, tandis qu'il construit son solo sur des riffs répétés et des figures trillées.

## Mongo Santamaría
Herbie Hancock a remplacé le pianiste Chick Corea dans le groupe de Mongo Santamaría un week-end dans une boîte de nuit du Bronx lorsque Corea a annoncé son départ. Hancock a joué l'air à Santamaría sous la pression de son ami Donald Byrd. Santamaría a commencé à l'accompagner sur ses congas, puis son groupe s'est joint à lui, et le petit public s'est lentement levé de leurs tables et a commencé à danser, à rire et à s'amuser. Santamaría a demandé plus tard à Hancock s'il pouvait enregistrer la chanson. Le 17 décembre 1962, Mongo Santamaría a enregistré une version de trois minutes, adaptée à la radio, où il a rejoint le timbalero Francisco "Kako" Baster dans un cha-cha beat, tandis que le batteur Ray Lucas a effectué un backbeat. Santamaría a inclus la piste sur son album Watermelon Man (1962). L'enregistrement de Santamaría est parfois considéré comme le début du boogaloo latin, une fusion des rythmes afro-cubains avec ceux du R&B. On la retrouve aussi sur l'album de 2007, Putumayo Presents World Hits avec divers artistes présentant différentes chansons.

## Head Hunters
Hancock a réenregistré l'air sur son album Head Hunters (1973), combinant des synthétiseurs avec une influence funk Sly Stone et James Brown, ajoutant une section de huit mesures. Hancock a décrit sa composition Chameleon, également de Head Hunters, au magazine Down Beat en 1979: « Dans les formes populaires de funk, dans lesquelles j'ai essayé d'entrer, l'attention se porte sur l'interaction rythmique entre différents instruments. Comme pour la partie jouée au clavinet, doit correspondre à la partie jouée par la batterie et à la ligne jouée par la basse et à celle jouée par la guitare. C'est presque comme des batteurs africains où sept batteurs jouent des parties différentes ». Watermelon Man partage une construction similaire. Une version live est sortie sur le double album Flood (1975), enregistré au Japon.
Sur l'intro et l'outro de la pièce, le batteur Bill Summers souffle dans des bouteilles de bière imitant le hindewhu, un style d'instrument ressemblant un peu à une flûte, que l'on retrouve dans la musique pygmée d'Afrique centrale. Hancock et Summers ont été frappés par le son qu'ils ont entendu sur le vinyle d'ethnomusicologie, La Musique des Pygmées Ba-Benzélé (1966), de Simha Arom et Geneviève Taurelle.

## Personnel
Version de l'album Takin' Off
- Herbie Hancock – Piano
- Dexter Gordon – Saxophone ténor
- Freddie Hubbard – Trompette
- Butch Warren – Contrebasse
- Billy Higgins – Batterie, percussions

Version de l'album Headhunters
Selon le livret inclus avec l'album : 
- Herbie Hancock — Clavinet Hohner D6, Piano électrique Fender Rhodes, synthétiseurs ARP Odyssey & ARP Soloist
- Bennie Maupin : Saxophone
- Paul Jackson : Basse, Marimbula
- Harvey Mason : Batterie
- Bill Summers : Percussions, Bouteilles de bière

## Reprises
Le titre a été repris par de nombreux artistes, dont Mongo Santamaría en 1963 et Poncho Sanchez en 1996. Il a été enregistré plus de 200 fois.
Des samples ont été utilisés par plus de 50 artistes, dont Madonna et George Michael.
- "1-900-LL-Cool-J" de Walking with a Panther (1989) par LL Cool J
- "Open Your Eyes" de Organized Konfusion (1991) by Organized Konfusion
- "Smoke Some Kill" de Smoke Some Kill (1988) par Schoolly D
- "Spinning the Wheel" par George Michael (1996)
- "Pocket Full of Furl" de Uptown 4 Life (1996) par U.N.L.V.
- "Sanctuary" de l'album Bedtime Stories (1994) par Madonna
- "Dolly My Baby" de Don Dada (1992) par Super Cat

## Utilisations dans d'autres médias
La version de Poncho Sanchez est utilisée dans Legend de Brian Helgeland.

## Sources
- (en) Cet article est partiellement ou en totalité issu de l’article de Wikipédia en anglais intitulé « Watermelon Man (composition) » (voir la liste des auteurs).